# Donald Marquardt
Donald W. Marquardt (13 de marzo de 1929 - 5 de julio de 1997) fue un estadístico estadounidense, redescubridor del algoritmo de ajuste por mínimos cuadrados no lineales, conocido como algoritmo de Levenberg-Marquardt.

## Semblanza
Marquardt se educó en la Universidad de Columbia, donde se licenció en 1950 en física y matemáticas; y en la Universidad de Delaware, donde obtuvo en 1956 una maestría en matemáticas y estadística. Se incorporó a la empresa DuPont en 1953, en la que trabajó durante 39 años. Fundó y dirigió el Centro de Tecnología y Gestión de Calidad de DuPont. En 1963 publicó su famoso artículo "algoritmo para la estimación por mínimos cuadrados de problemas no lineales" en la revista de la SIAM. Desarrolló su algoritmo para resolver la adaptación de modelos químicos no lineales a datos de laboratorio. En 1975 fue elegido miembro de la Asociación Estadounidense de Estadística.
Como gerente del Grupo de Estadística Aplicada de DuPont, dirigió el desarrollo de la metodología de gestión de la calidad del producto y los sistemas informáticos que supusieron las iniciativas de mejora continua de la empresa desde mediados de la década de 1970 hasta finales de la de 1990. Recibió la Medalla Shewhart en 1986.
En 1991 estableció su propia empresa, Donald W. Marquardt and Associates, que brinda consultoría y capacitación en gestión de calidad, aseguramiento de la calidad, normas ISO 9000, estadísticas aplicadas, planificación estratégica y cambio organizacional.
Murió de un infarto a la edad de 68 años.

## Reconocimientos
- Presidente de la Asociación Estadounidense de Estadística (1986)
- Miembro electo del Instituto Internacional de Estadística
- Líder de la delegación de EE. UU. en el grupo de redacción de la Norma Internacional de Calidad ISO 9000
- Medalla Shewhart de Sociedad Estadounidense para la Calidad (ASQ) (1987)
- Estadístico del año de la Asociación Estadounidense Estadística (1993-1994)
- Premio de los Fundadores de la Asociación Estadounidense de Estadística (1995)
- Premio al Servicio Meritorio del Instituto Nacional Estadounidense de Estándares